# Municipi (Palestina)
En els territoris administrats per l'Autoritat Nacional Palestina, un municipi (àrab: هيئة محلية, hayʾa maḥalliyya) és una unitat administrativa de govern local similar a una ciutat. Van ser establerts i van ser decidits després de la creació del Ministeri de Govern Local de l'Autoritat Nacional Palestina en 1994. Tots els ajuntaments són assignats pel Ministeri de Govern Local. Els regidors i alcaldes són elegits pels veïns de la localitat en particular. Els municipis es divideixen en quatre sectors en funció de la seva població i importància de la seva particular governació.

## Tipus municipals
- Municipi A (Ciutat) - municipis primaris o capitals de districte de les governacions. Hi ha 14 municipis de nivell A. Aquestes localitats són considerades ciutats. Els seus consells municipals es componen de 13 membres i un president, a més de l'alcalde escollit.
- Municipi B (Ciutat o vila) - Municipis que tenen poblacions de més de 8.000 habitants o han tingut una llarga existència com a consells locals sota administració israeliana. Hi ha 41 municipis de nivell B. Els seus consells municipals consten de 13 membres i un president.
- Municipi C (Vila) - Municipis que tenen una població de 4.000-8.000 habitants. La majoria van ser aprovats recentment per l'Autoritat Nacional Palestina. Hi ha 47 municipis de nivell C que es regeixen pels consells d'11 membres.
- Municipi D (Vila) - Municipis amb poblacions de més de 1.000 habitants. Hi ha 220 municipis de nivell D que són governats per consells de 9 membres.